# Frans Henrik Kockum (1878–1941)
Frans Henrik Kockum, född 9 oktober 1878 i Malmö, död 15 juli 1941 i Malmö, var en svensk ingenjör och industriman. Han var brorson till Frans Henrik Kockum den yngre och far till Gunnar Kockum.

## Biografi
Kockum avlade maskiningenjörsexamen vid tekniska högskolan i Darmstadt 1902 och blev styrelseledamot och kassadirektör vid Kockums Mekaniska Verkstads AB 1912, verkställande direktör där från 1919. Han var även verkställande direktör för Fastighets AB Centrum 1909–1912 och från 1922, ordförande i Kockums Jernverks AB från 1926. Han företog studieresor till USA 1902–1904. Kockum är begravd på Östra kyrkogården i Malmö.